# 石寺山石窟
石寺山石窟，位于宁夏回族自治区固原市西吉县火石寨乡北庄村，是中华人民共和国宁夏回族自治区文物保护单位之一。
2010年12月6日，授予宁夏回族自治区文物保护单位，是一座石窟寺及石刻。